# Khanaqin
Khânaqîn est une ville irakienne de la province de la Dîyâlâ sur la rivière Alvand affluent de la rivière Dîyâlâ. L'Alvand est considérée comme un symbole de l'identité kurde de la ville. La circonscription de Khânaqîn contient les villes de Jalûlâ et d’As-Sadiya, on estime sa population à 175 000 habitants. Elle est située dans une région productrice de pétrole et possède une raffinerie de pétrole.
Khânaqîn s'est d'abord appelée Du-Khānag et a fait partie de la Perse pendant des siècles. Du-Khānag signifie Deux maisons en persan. Après la reconquête des arabes le nom a été arabisé en remplaçant le mot Du (deux) par la terminaison caractéristique âni du duel de l'arabe classique Du-Khānag devient Khānagāni puis Khânaqîn.

## Histoire récente
Khânaqîn, très proche de la frontière avec l'Iran, a été gravement affectée par la guerre Iran-Irak dans les années 1980.
En 1997, le parti Ba`ath intensifie ses efforts d'arabisation de la région. Pour mieux contrôler cette région riche en pétrole on exile les kurdes vers des provinces éloignées et dans le même temps on crée dans la région des colonies peuplées d'arabes.
En 2001, l'armée irakienne occupe quelques collines dans la région de Khânaqîn. Les forces kurdes ne sont pas parvenues à les en déloger.
En mai 2003, l'armée américaine installe le camp Cold Steel à l'emplacement d'un avant-poste abandonné par l'armée irakienne à 12 km de la frontière avec l'Iran.

### Sources
- (en) Cet article est partiellement ou en totalité issu de l’article de Wikipédia en anglais intitulé « Khanaqin » (voir la liste des auteurs).